# Ardara-Pluton
Der Ardara-Pluton ist eine granitische Intrusion, ein Pluton, im County Donegal in Irland. Er drang während des Silurs in das Dalradian ein und bildet jetzt einen Teil des zusammengesetzten Donegal-Batholithen.

## Etymologie

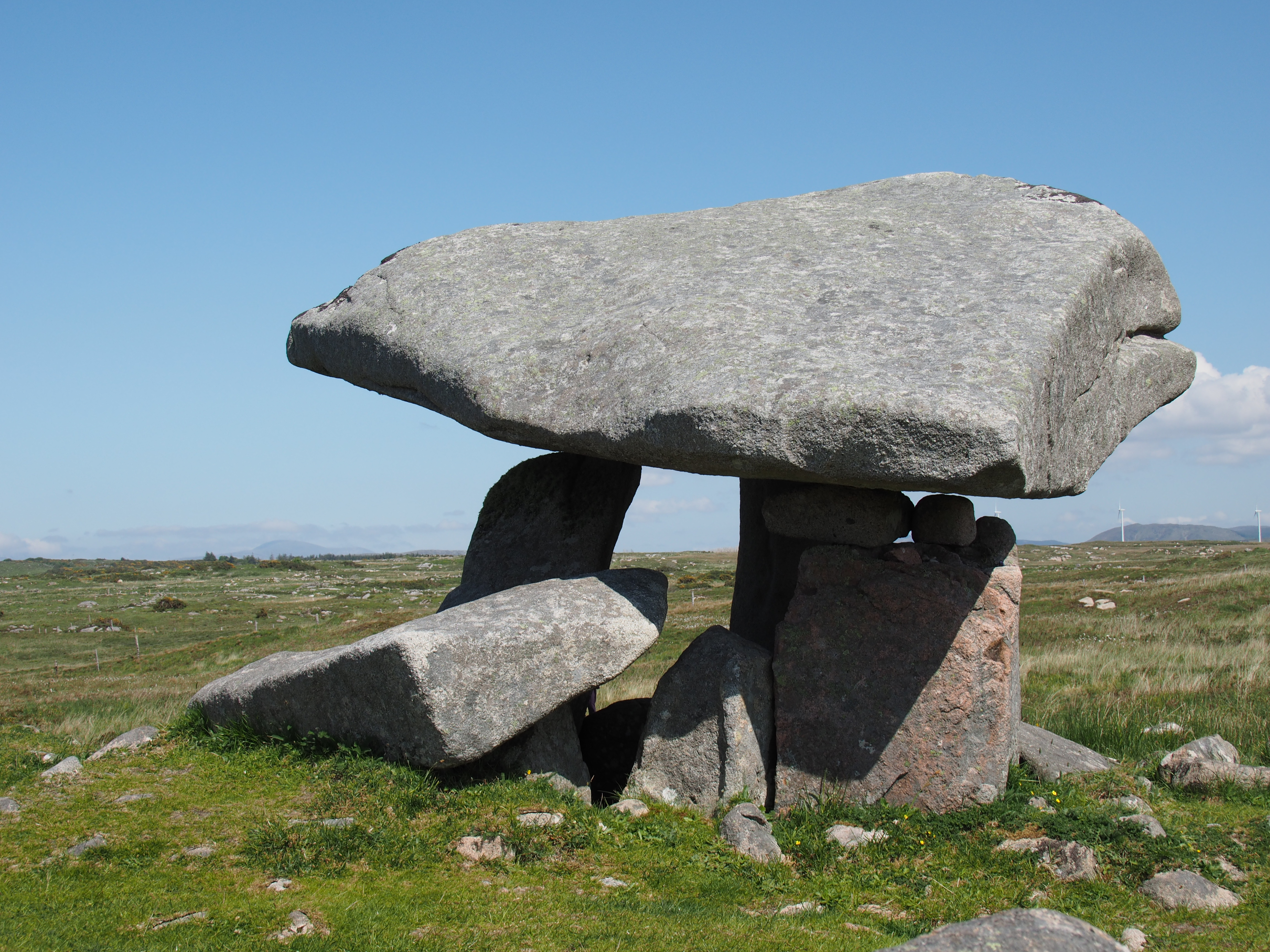
Das Dolmen von Kilclooney More 1 besteht aus anstehendem Quarzmonzodiorit des Ardara-Plutons. Blick nach Nordost, rechts im Hintergrund die Loughderryduff Windfarm.

Der Pluton ist nach der irischen Kleinstadt Ardara benannt. Im Irischen wird Ardara als Ard an Rátha – Höhe des Ráths wiedergegeben. Das maskuline Substantiv ard bedeutet Anhöhe, Hochpunkt, Gipfel. Rátha bzw. ráth ist ein Erdwerk, eine Festung oder Fort – eben ein Ráth. Das Ráth bei Ardara lag somit auf einer Anhöhe.

## Geographie
Der Ardara-Pluton zeigt auf der geologischen Karte ein nahezu kreisrundes Muster, das tränentropfenartig in die östliche Richtung ausgelängt ist. Sein Durchmesser beträgt in der Nord-Süd-Richtung 7 Kilometer, in West-Ost-Richtung in Richtung Auslängung misst er 11 Kilometer. Die Intrusion liegt unmittelbar nördlich von Ardara, erreicht im Osten nahezu Glenties, berührt im Westen bei Carn die Loughros More Bay, einen Ästuar des Atlantiks, und reicht im Norden etwa 1 Kilometer an die Atlantikküste heran (bis Clooney). Die Landschaft des Plutons ist flach gewellt und baut sich vor allem aus Heideflächen, Weiden, Moorlandschaften und kleineren Seen und Tümpeln auf. Sie wurde in der letzten Kaltzeit glazial überformt.

## Geologie

### Aufbau
Der Ardara-Pluton liegt auf der Nordost-Südweststreichenden, links verschiebenden, duktilen Scherzone des Main Donegal Granite, den er im Osten berührt. Der Pluton ist ansonst auf Mittkrustentiefe in die neoproterozoischen Metasedimente und Metadolerite der grünschiefer- bis stellenweise amphibolitschieferfaziellen Dalradian Supergroup eingedrungen.
Der Großteil der Außenhülle des Plutons bildet den ältesten Magmenpuls und besteht im Norden aus einem grobkörnigen Monzodiorit bzw. feldspathaltigen Quarzdiorit (G 1). Weiter nach innen folgt ein ringförmiger, Großkristalle enthaltender, aphyrischer Tonalit-Granodiorit (G 2). Im Zentrum der Intrusion liegt als jüngster Magmenpuls ein grobkörniger, porphyritischer Granodiorit (G 3) vor.

## Entstehung

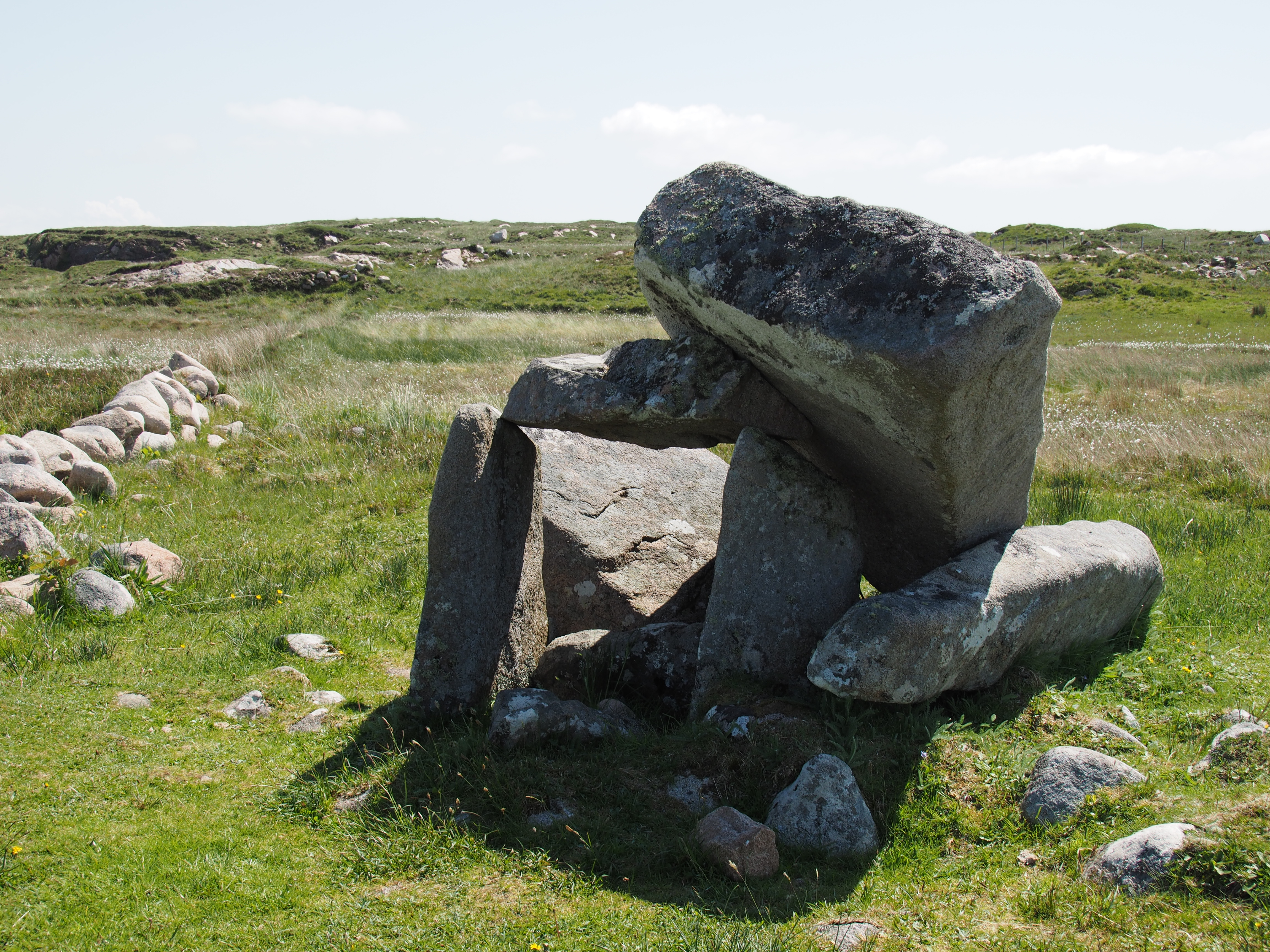
Das eingestürzte Dolmen von Kilclooney, im Hintergrund die für den Ardara-Pluton typische Landschaft

Der Ardara-Pluton ist ein klassisches Beispiel für einen sich aufblähenden Pluton. Ursprünglich wurde er noch als Diapir angesehen, sein Aufblasen konnte aber 1979 von Holder nachgewiesen werden, welcher anhand von verformten Gesteinseinschlüssen eine in Richtung Plutonrand anwachsende Verformungsrate aufzeigen konnte. Die angestiegene Deformation konnte mit den drei konsekutiven Magmapulsen in Verbindung gebracht werden.
Obschon Paterson und Vernon (1995) den Ardara-Pluton als nestartigen Diapir interpretierten, der durch stufenartiges Aufquellen (stoping) auf passive Weise Platz nahm, so kamen Molyneux und Hutton (2000) aufgrund der Verformungen zur Ansicht, dass über 80 Volumenprozent des Plutons in den ersten vier Kilometern der Wirtsgesteine intrudierten und dass daher ein Aufblähen als plausibelstes Modell anzusehen ist.
Die Kontaktaureole kennzeichnet sich durch intensive Deformation – so entstand eine neue Schieferung in den Wirtsgesteinen und bereits gebildete Falten verengten sich. Die innere Kontaktaureole führt Sillimanit, Granat und Cordierit, die äußere hingegen Staurolith, Disthen und Andalusit.

## Assoziierte Appinite und Brekzienröhren
Assoziiert mit dem Ardara-Pluton finden sich im Dalradian zahlreiche kleinere Intrusionskörper von Appinit, die als kleine Kuppeln, Schichtkörper und Gänge auftreten und als Einschlüsse mit Lamprophyren assoziiert sind. Appinite sind Magmatite reich an Hornblende und Plagioklas mit An20 bis An60 (grobkörnige Hornblende-Diorite und Hornblende-Gabbros) und bilden eine bimodale (mafisch-felsische) Gesteinsserie mit Hornblende als dem dominierenden mafischen Mineral. Sie können auch ultramafisch ausgebildet sein. Hornblende tritt hierbei als größere prismatische Phänokristalle in einer feineren Grundmasse auf.
Viele Appinite finden sich in der Nähe des Ardara-Plutons, aber auch um den Thorr- und den Fanad-Pluton, andere wiederum folgen einem linearen Trend zwischen dem Ardara- und dem Barnesmore-Pluton. Sie erscheinen oft auch als Brekzienröhren (Englisch breccia pipes). 
Die Tuffisite der Brekzienröhren entstanden durch die Explosion von hauptsächlich Wasserdampf. Die Appinite und auch die Gasbrekzien sind sehr wahrscheinlich aus mafischen Mantelschmelzen hervorgegangen, welche an einer Gasphase und an Kalium angereichert waren.
Die Brekzienröhren stehen mehr oder weniger senkrecht und haben einen elliptischen Durchmesser von maximal 200 Meter. Sie bestehen aus fragmentierten Metamorphiten, die in einer spärlichen magmatischen Grundmasse eingebettet sind. Die Bruchstücke sind vorwiegend Marmore, Quarzite und Metadolerite. Sie geben alle Stufen ihres mechanischen Disintegrationsprozesses zu erkennen – in Abhängigkeit ihres Transportweges innerhalb der Röhren. Die Grundmassen sind vielseitig und lassen stellenweise eine Verwandtschaft zu nahegelegenen, größeren Dioritkörpern erkennen. Xenolithen zeigen Alteration, die auf eine Infiltrationsmetasomatose zurückzuführen ist. Die Brekziierung geht auf eine Wasserphase zurück, welche von den Dioriten bei Erreichen eines bestimmten Krustenniveaus abgesondert worden war. Manche Röhren zeigen auch eine Sekundärbrekziierung mit Eisenoxidadern als Auslöser.

## Lamprophyre
Auch Lamprophyrgänge erscheinen in der Umgebung des Ardara-Plutons und stehen mit den Appiniten in genetischem Zusammenhang. Sie intrudieren vorrangig die Metasedimente des Dalradians. Sie sind mafischer Zusammensetzung und ähneln in ihrer Geochemie den Appiniten. Wie auch die Appinite zeigen sie subalkalischen Gesteinscharakter mit kalkalkalischen und tholeiitischen Tendenzen. Ihre Spurenelemente deuten darauf hin, dass ihre Mantelquellregion von Subduktionsflüssigkeiten kontaminiert worden war.
Die Lamprophyrgänge intrudieren Appinite und Brekzienintrusionen und zum Teil auch als Lagergänge die Wirtsgesteine der Dalradian Supergroup. Gleichzeitig können sie ihrerseits von Appiniten durchsetzt werden. Die Gänge kennzeichnen sich durch Phänokristalle aus Hornblende und Phlogopit und untergeordnet auch durch Klinopyroxen. Ihre recht diverse Matrix enthält Plagioklas, Biotit, Pyroxen und Amphibol. Als Varietät erscheinen auch Hornblendite, die vorrangig aus idiomorpher Hornblende aufgebaut sind mit einer von Plagioklas dominierten feinkörnigen Matrix. Gelegentlich kommt auch interstitieller Quarz vor.
Idiomorphe mafische Minerale definieren eine Foliation, die parallel zur Krenulationsschieferung in den Metasedimenten verläuft und somit auf eine synkinematische Platznahme der Lamprophyre während der skandischen Phase verweist.
Das Alter der Lamprophyre wird allgemein mit 431 bis 416 Millionen Jahren angegeben.

## Weitere Mafite
Mafische Einschlüsse und Mineralaggregate sind im Ardara-Pluton, im Thorr-Pluton, im Fanad-Pluton und im Main Donegal Granite nicht ungewöhnlich. Die Einschlüsse sind unregelmäßig geformt und variieren in ihrer Größendimension von mehreren Millimetern bis hin zu 3 Meter im Durchmesser. Auseinandergerissene Einschlüsse weisen darauf hin, dass sich mafische und granitische Magmen miteinander vermischt haben (magma mingling). Die Mineralogie der Einschlüsse besteht vorwiegend aus Plagioklas, Biotit und Hornblende (teilweise ersetzt durch Chlorit und Aktinolith), sowie untergeordnet aus Quarz, Mikroklin, Titanit, Klinopyroxen, Epidot, Zirkon, Apatit und Pyrit. Einige Einschlüsse enthalten auch Phänokristalle aus Plagioklas.
Der mafische Magmatismus ist vorwiegend frühsilurisch.

## Alter
Der Ardara-Pluton wurde mittels der Uran-Blei-Datierung an Zirkonen auf den Zeitraum 427 bis 423 Millionen Jahre datiert (Ludlow – 427 ± 4 Millionen Jahre, 426 ± 3 Millionen Jahre und 423 ± 5 Millionen Jahre). Titanitalter gehen bis 432 Millionen Jahre zurück, die jüngsten Alter liegen bei 418 Millionen Jahren.

## Zusammenschau

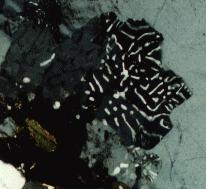
Myrmekit im Ardara-Pluton

Mikrostrukturelle Untersuchungen an Gefügen im Plutoniten geben eindeutig zu erkennen, dass seine Platznahme über ein weites Temperaturfeld erfolgte, welche von rein magmatischen bis hin zu hochtemperierten Temperaturen des Festkörperbereichs reichen. Abkühlalter konnten zeigen, dass der Pluton um 408 Millionen Jahre auf einen Temperaturbereich von 450 bis 300 °C abgekühlt war. Ein Mylonit aus der Scherzone am Südrand der Intrusion (am Kontakt zu den Wirtsgesteinen) erbrachte ein Alter von 379 Millionen Jahren und belegt eine Abkühlung unter 350 ± 50 °C. Dies kann gleichzeitig als Minimalalter der Scherzone angesehen werden.
Der initiale Magmatismus im Ardara-Pluton ist nicht in Frage zu stellen. Dennoch lassen seltsame mineralische Gefüge auf weitere chemische und mineralogische Veränderungen auch gerade im Solidusbereich des Plutons schließen und sind Metasomatose-Prozessen zuzuordnen. So verweist Lorence G. Collins auf die Anwesenheit von Myrmekit (mit mittleren Quarzstängeln) im Ardara-Pluton, der eine Kalium- und Silizium-Metasomatose nahelegt. Dieser Prozess kann nur ablaufen, wenn Scherbewegungen den Mineralverband aufbrechen und somit das Eindringen der heißen Metasomatoseflüssigkeiten ermöglichen. Dies bedeutet, dass die tektonischen Bewegungen am Pluton auch nach dessen Verfestigung weiter voranschritten.